# Horace Lindrum
Horace Lindrum (* 15. Januar 1912 als Horace Norman William Morrell in Paddington, Sydney; † 20. Juni 1974 in Dee Why, Sydney) war ein australischer Snooker- und Karambolage-Spieler.

## Familie
Lindrum entstammte einer Billardfamilie. Er war der Urenkel des ersten australischen Billard-Champions, der Enkel des Billard-Coachs Frederick William Lindrum II und Neffe von Frederick William Lindrum III und des English-Billiards-Champions Walter Lindrum.

## Karriere

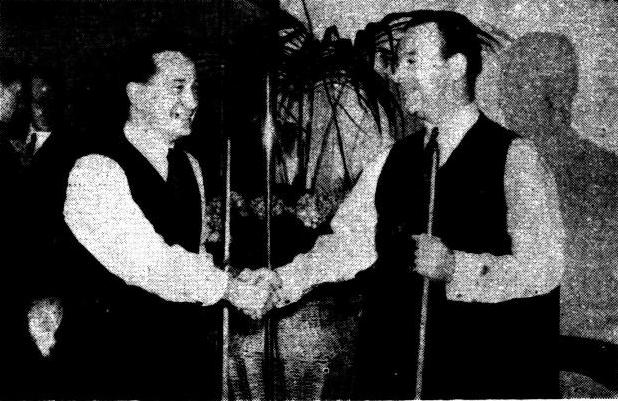
Lindrum (links) und Joe Davis beim Finale der Snookerweltmeisterschaft 1946

Im Alter von 16 Jahren spielte er sein erstes Century Break, 1931 wurde er Profi. 1936 stand er erstmals und 1937 erneut im Finale der Snookerweltmeisterschaft, unterlag jedoch jeweils Joe Davis. Er war damals, nach Clark McConachy aus Neuseeland, der zweite Nicht-Engländer in einem Snooker-Weltmeisterschaftsfinale. Bei der ersten WM nach dem Zweiten Weltkrieg, 1946, kam er erneut ins Finale, wurde allerdings wieder von Joe Davis geschlagen, der nach diesem Sieg als ungeschlagener Champion abtrat.
1952 gewann er schließlich gegen Clark McConachy mit 94:49 die WM; allerdings kam es in jenem Jahr zum Bruch mit dem damaligen Verband Billiards Association and Control Council, so dass es 1952 neben der WM der BA&CC eine zweite, als Professional Matchplay Championship  bezeichnete WM gab und sämtliche Spieler außer Lindrum und McConachy nur beim World Matchplay antraten. Daher wird Lindrums WM-Titel von 1952 nicht als vollwertig anerkannt, obwohl er in den meisten Historien auftaucht.
1957 trat Lindrum vom Profisport zurück. Er starb 1974 in Sydney.